# ریچل اسکارستن
ریچل اسکارستن (انگلیسی: Rachel Skarsten؛ زادهٔ ۲۳ آوریل ۱۹۸۵) بازیگر اهل کانادا است.
از فیلم‌ها یا برنامه‌های تلویزیونی که وی در آن نقش داشته است، می‌توان به عهد، حکومت و پنجاه طیف خاکستری اشاره کرد.